# Great Wishford
 (septembre 2023).
Great Wishford est une paroisse civile et un village du Wiltshire, en Angleterre.